# Ouham
Ouham (naziva se i Bahr Sarh i Bahr Sara) je rijeka u Africi. Izvire u Srednjoafričkoj Republici i protječe kroz Čad.
Jedna je od najvećih pritoka rijeke Chari, u koju se ulijeva otprilike 25 km sjvereno od grada Sarha u Čadu. Pritoke su joj rijeke Baba, Fafa, Nana Bakassa, Nana Barya.